# Cytora hirsutissima
Cytora hirsutissima là một loài ốc rất nhỏ có nắp, là động vật thân mềm chân bụng sống trên cạn thuộc họ Pupinidae.

## Phân bố
Loài này có ở New Zealand.